# Slaget vid Neukalden

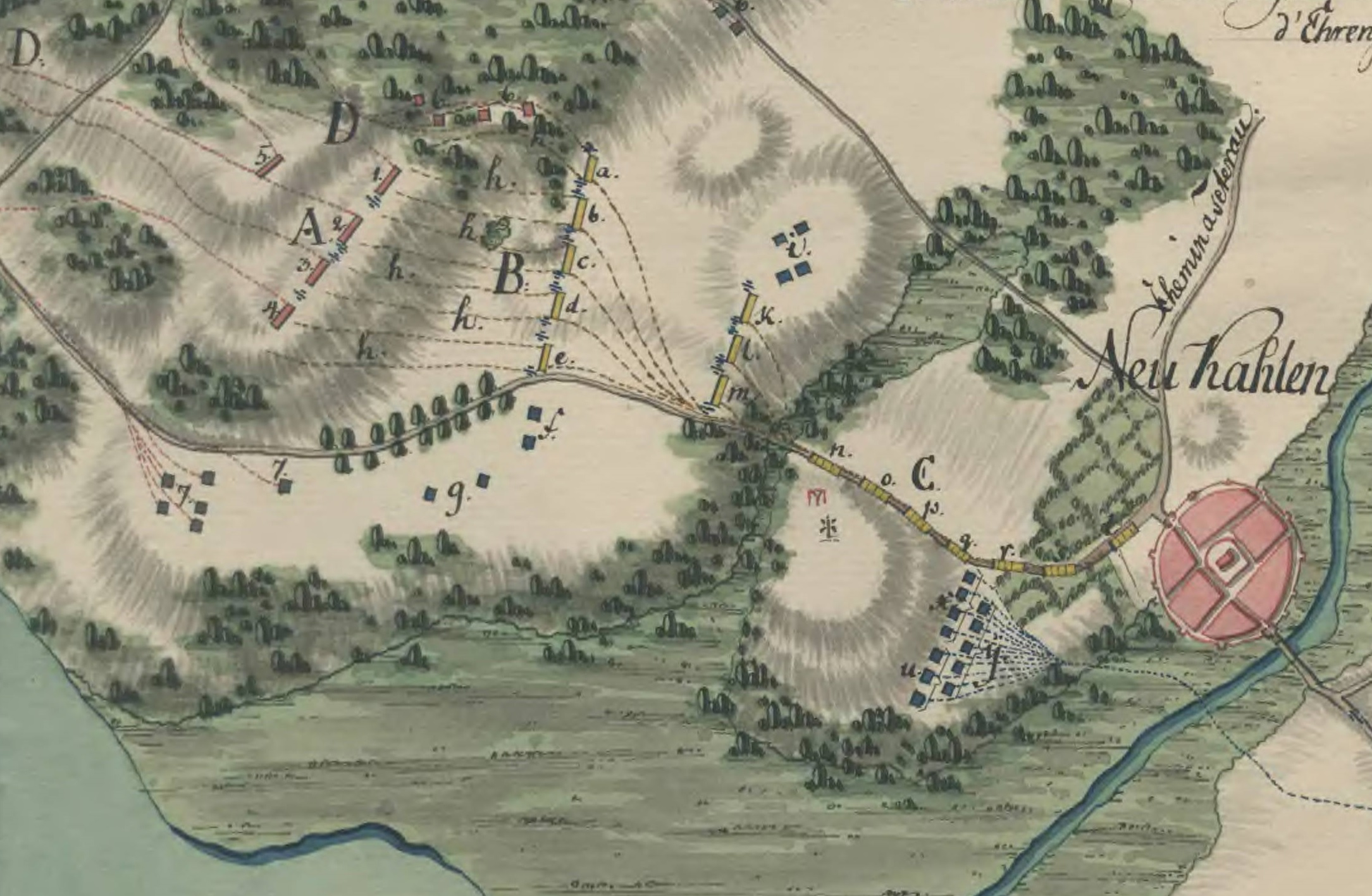
Karta över slaget

Slaget vid Neukalden var ett fältslag under pommerska kriget inom sjuårskriget som stod mellan svenska och preussiska styrkor nära staden Neukalden i Tyskland den 2 januari 1762. De svenska styrkorna under ledning av Carl Constantin De Carnall lyckades besegra de preussiska styrkorna som slog läger på en kulle intill staden Malchin. Detta var det sista slaget mellan svenska och preussiska trupper under kriget.
De svenska styrkorna lyckades omringa preussarna som befanns sig på en höjd nära Malchin.. De svenska styrkorna bestod av totalt 4 000 man, fördelade på 8 bataljoner och flera hundra kavallerister. Men endast den första linjen av 2 000 infanterister (5 bataljoner) och 200 kavallerister deltog i stridigheterna. De preussiska styrkorna bestod av 2 000 man, fördelade på 5 bataljoner, 2 kompanier och ett husarregemente (10 skvadroner). De svenska förlusterna var 37 stupade och 137 sårade, medan preussarnas förluster var 50 stupade, 120 sårade och 180 tillfångatagna.

## Deltagande svenska regementen
- Dalregementet (2 bataljoner)
- Drottningens livregemente till fot (2 bataljoner)
- Österbottens regemente (1 bataljon)
- Älvsborgs regemente (1 bataljon, Hugo Herman von Saltza)
- Hälsinge regemente (1 bataljon)
- Smålands kavalleriregemente (100 man)